# Forschungshypothese
Die Forschungshypothesen werden primär dadurch gekennzeichnet, dass sie theoretische Konstrukte beinhalten, die nicht immer direkt beobachtet werden können. Die Forschungshypothese wird nicht nur durch ihre direkte Verbindung zur empirischen Forschung und ihrem akademischen Kontext bestimmt, denn sie „befasst sich mit konkreten Zusammenhängen, Veränderungen und Unterschieden von Forschungsgegenständen“.
Die empirische Forschung kann dann den Zusammenhang zwischen zwei oder mehr Variablen prüfen. So kann es gelingen, die vorläufig noch nicht bewiesene – aber den Gesetzen der Logik folgende – Annahme über einen Zusammenhang zwischen real existierenden Phänomenen zu validieren. Die provisorischen Antworten, die eine Hypothese zunächst gegeben hat, erfahren so eine „Umwandlung“ in wissenschaftlich geprüfte Zusammenhänge. Wichtig ist bei der Hypothese, dass sie von Widersprüchen frei ist, dass sie testbar (empirisch prüfbar) ist, dass sie präzise und eindeutig ist und dass sie kritisierbar ist. Hypothesen verfolgen dabei im Rahmen ihrer Formulierung dabei insbesondere den Zweck, bisher existierende bzw. erhobene wissenschaftliche Erkenntnisse erneut zu prüfen, zu erweitern oder einer Ergänzung zu unterziehen.

## Kennzeichen der Forschungshypothese(n)
Forschungshypothesen sind die Basis für jede wissenschaftliche Theorie. „Beim induktiven Vorgehen werden aus einzelnen Beobachtungen allgemeine Aussagen abgeleitet. Werden Hypothesen hinreichend gesichert und bilden ein System, bezeichnet man das als Theorie. Eine Theorie gründet sich auf Hypothesen (induktives Vorgehen) und ist Grundlage für die Ableitung von Hypothesen (deduktives Vorgehen).“
Die Forschungshypothese bedingt in jedem Fall ein empirisches Arbeiten. Toellner-Bauer bemerkt dazu: „Theorien bestehen nach Popper aus einem System widerspruchsfreier Hypothesen und Aussagen. Empirische Forschung hat den Auftrag, diese Theorien zu testen und die Frage zu beantworten, inwieweit sich Hypothesen, also generelle Vermutungen, durch die Anwendung bestimmter Regeln in der erfahrbaren (empirischen) Wirklichkeit bestätigen lassen.“
Im Unterschied zu den Naturwissenschaften lassen sich in den Sozialwissenschaften kaum deterministische Hypothesen formulieren. Aus diesem Grund ist in dieser Disziplin die Forschungshypothese eher die Regel als die Ausnahme.

## Abgrenzung zum allgemeinen Hypothesen-Begriff
Hypothesen werden zumeist dadurch gekennzeichnet, dass sie provisorische Antworten generieren. Die Forschungshypothese wird ebenfalls induktiv wie auch deduktiv generiert. Sie wird jedoch auf eine statistische Ebene transferiert, um das Fehlerpotential durch die Einschränkungen der Datenerhebung zu eliminieren. Zudem umfasst sie ebenfalls die Relationen zwischen nicht direkt beobachtbaren Konstrukten. Damit wird die Forschungshypothese vor allem durch ihren theoretischen und empirisch basierten Charakter gekennzeichnet.

## Kritische Sichten auf die Forschungshypothese
Hinsichtlich wissenschaftlicher Hypothesen gab es im Verlauf der Geschichte immer wieder kritische Stimmen bis hin zur Forderung einer hypothesenfreien Wissenschaft im Positivismus. Zu den größten Kritikern wissenschaftlicher Hypothesen gehört Karl R. Popper. Nach Popper werden alle Annahmen, die sich widerspruchsfrei in der Empirie überprüfen lassen, zu Theorien. Von dieser Theorie werden durch „deduktive Logik“ Hypothesen abgeleitet. Deduktive Logik meint hier die Hypothesen, die aus eindeutigen Regeln des Verstehens und der Verknüpfung entstanden sind. Mit der deduktiven Logik werden also keine neuen Erkenntnisse gewonnen, sondern bereits bekanntes Wissen auf seinen Erkenntnisgehalt hin untersucht. Popper selbst formulierte: „Was wir Gesetze nennen, sind Hypothesen, die … niemals völlig isoliert geprüft werden können. (…) Keine bestimmte Theorie kann als absolut sicher betrachtet werden.“